# Горский (Константиновский район)
Го́рский — хутор в Константиновском районе Ростовской области России.
Входит в Николаевское сельское поселение.

## Население
| 2010 |
| ---- |
| 92   |

## Улицы
- ул. Донская,
- ул. Майская,
- ул. Центральная.